# Усњаче
Усњаче или морски гргечи  (Labridae) представљају породицу морских риба, од којих су многе јарко обојене. Породица је велика и разнолика, са преко 600 врста у 81 роду, који су подељени у 9 подгрупа или племена.    Обично су то мале рибе, а већина их је мања од 20 cm (7,9 in) центиметара, иако највећа, Cheilinus undulatus, може да достигне дужину и до 25 метара. Ове рибе су месождерке, хране се широким спектром малих бескичмењака. Многе мање усњаче прате трагове крупније рибе, скупљајући бескичмењаке узнемирене њиховим проласком.  Јувенилне јединке неких представника родова Bodianus, Epibulus, Cirrhilabrus, Oxycheilinus, и Paracheilinus скривају се међу пипцима слободно живећег корала гљиве Heliofungia actiniformis.  

## Распрострањеност
Већина усњача настањује тропске и суптропске водама Атлантског, Индијског и Тихог океана, мада неке врсте живе у умереним водама: Labris bergylta живи северно од Норвешке. Усњаче се обично налазе у плитким стаништима, као што су корални гребени и стеновите обале, где живе близу подлоге. 

## Анатомија
Усњаче имају уста која могу необично дуго да испруже, углавном са одвојеним вилицама и зубима који стрше према споља. Многе врсте се лако препознају по дебелим уснама по којима су у бројним језицима добиле име. Леђно пераје има 8 до 21 гребена и 6 до 21 меки кракова, који се обично простиру дуж већег дела леђа. Усњаче представљају врсту која показује полни диморфизам. Многе врсте су способне и да промене пол. Јувенилне јединке представљају мешавину мужјака и женке (познатих као јединке у почетној фази), с тим да највеће одрасле јединке постају територијални мужјаци (терминална фаза).  
Усњаче су због своје структуре чељусти постали главна врста у проучавању биомеханике исхране риба. Носне и мандибуларне кости су повезане на њиховим задњим крајевима крутим неурокранијумом, а горње и доње артикулације на горњој вилици спајају са предњим врховима ове две кости, односно, стварају петљу од четири круте кости повезане покретљивим зглобовима. Оваква повезаност костију дозвољава овим рибама да померају уста на различите начине (брзо избацивање вилице или снажан угриз) и на тај начин одвоји морфологију од функције. Стварна морфологија усњача одражава то, при чему многи родови показују различиту морфологију чељусти што резултира истим функционалним резултатом у сличној или идентичној еколошкој ниши.

## Репродуктивно понашање
Већина врста из ове породице су протогинијски хермафродити у оквиру харемског система парења.  Добар пример таквог репродуктивног понашања види се код врсте Semicossyphus pulcher. Хермафродитизам омогућава сложене системе парења. Лаброиди показују три различита система парења: протогинијски, лекинг и промискуитетни.  Групно мрешћење и мрешћење у пару догађају се у системима парења. Врста мрешћења до које долази зависи од величине тела мушкарца. Лаброиди се обично мресте на отвореном супстрату, ослобађајући велики број планктонских јаја, које разносе плимне струје; одрасли лаброиди немају интеракцију са потомцима. Усњаче из потпородице Labrini представљају групу усњача које не појазују претходно описане особине размножавања. 
Промена пола код усњача углавном представља прелаз из женске у мушку јединку, али експериментални услови су дозволили промену из мужјака у женку. Ако се два мужјака врсте Labroides dimidiatus ставе у исти резервоар, резултат је да мањи од њих поново постаје женка. Поред тога, иако је јединка који мења пол генерално највећа женка, такође постоје докази да је највећа женка уместо тога „одабрала” да задржи женски пол у ситуацијама у којима може максимизирати своју адаптивну вредност уздржавањем од промене пола.
Подгрупа Labrini настала је базалним расцепом унутар породице Labridae током еоцена. Подгрупа је састављена од осам родова, у којима 15 од 23 врсте показују понашање које обухвата негу младунаца, што се креће од једноставне до сложене родитељске бриге о јајима и младима; мужјаци граде гнезда од алги или праве грубе шупљине, проветравају јаја и бране гнезда од конспецифијских мужјака и грабљивица. Код врста које изражавају ово понашање, јаја не могу преживети без родитељске бриге. Врсте родова Symphodus, Centrolabrus и Labrus показују овакво понашање. 

## Усњаче чистачи
Усњаче чистачи су једне од најпознатијих риба чистача. Живе у симбиози са већим, често предаторским рибама, негују их и профитирају конзумирајући оно што уклањају са њихових тела. Рибе „клијента” окупљају се на „станицама за чишћење” и чекају да риба чистач уклони паразите попут мокрица из породице Gnathiidae, а чистачи чак уђу и у њихова отворена уста и шкржне шупљине како би и њих очистиле. Појединачна усњача ради овај процес око четири сата дневно, а за то време може да очисти више од 2.000 риба.
Усњаче чистачи најпознатије су по томе што се хране мртвим ткивом, љускама и ектопаразитима, мада се зна да и оне „варају”, конзумирајући здраво ткиво и слуз, што је енергетски „скуп” процес за рибу „клијента”. Рибица Labroides dimidiatus је једна најпознатијих чистача који се налазе на тропским гребенима. Свега неколико случајева је забележено у којима је риба клијент појела чистача, а ово је вероватно зато што је уклањање паразита важније за преживљавање рибе од краткорочног добитка једења рибе чистача.
Када су усњаче чистачи експериментално уклоњене са гребена у Аустралији, укупан број врста риба се преполовио, а њихов број смањио се за три четвртине. Такође, неки докази из другог аустралијског истраживања показују да је очишћена риба паметнија од оне коју чистачи не опслуже.
Према истраживању из 2019. године, усњаче чистачи постали су прва риба која је до сада успешно прошла тест са огледалом.  Међутим, проналазач теста, амерички психолог Гордон Г. Галуп, рекао је да су рибе највероватније покушавале да истргну замишљеног паразита на другој риби и да нису показале самопрепознавање.

## Значај за људе
У приобалном региону Северне Америке у западном Атлантику, најчешћа врста хране за домороце била је врста усњача Tautoga onitis. Усњаче се данас обично могу наћи у јавним и кућним акваријумима. Неке врсте су довољно мале да би се сматрале погодним и сигурним за стављање у акваријум. Такође се могу користити као риба чистач у борби против најезде амфипода и других паразита.  Комерцијална узгој риба чистијег остатака за сузбијање штеточина на морским ушима у комерцијалном узгоју лососа развио се у Шкотској као гомиле ушију, с очигледном комерцијалном добробити и одрживости. 

## Паразити
Као и све рибе, и лабриди су домаћини низа паразита. Муноз и Дијаз су 2015. године представили списак од 338 врста паразита које су пронашли код 127 врста усњача.  Пример је нематода Huffmanela ossicola. 

## Галерија
- Владика арбанашка
- Cheilinus undulatus, Филипини
- Cheilinus undulatus, Акваријум у Мелбурну
- Coris gaimard, Хаваји
- Labroides phthirophagus на Хавајима чисти врсту Coris gaimard
- Gomphosus varius, Кона (Хаваји)
- Gomphosus varius
- Gomphosus caeruleus плива са Mulloidichthys martinicus
- Thalassoma bifasciatum, Корални гребен Белизеа
- Coris aygula, Црвено море
- Anampses cuvieri, Хаваји
- Labroides dimidiatus
- Pseudocheilinus hexataenia

## Класификација

### Подгрупе и племена
- Cheilines
- Hypsigenyines
- Julidines
- Labrichthyines
- Labrines
- Novaculines
- Pseudocheilines
- Pseudolabrines
- Scarines

### Родови
- Acantholabrus
- Achoerodus
- Ammolabrus
- Anampses
- Anchichoerops
- Austrolabrus
- Bodianus
- Centrolabrus
- Cheilinus
- Cheilio
- Choerodon
- Cirrhilabrus
- Clepticus
- Conniella
- Coris
- Ctenolabrus
- Cymolutes
- Decodon
- Diproctacanthus
- Doratonotus
- Dotalabrus
- Epibulus
- Eupetrichthys
- Frontilabrus
- Gomphosus
- Halichoeres
- Hemigymnus
- Hologymnosus
- Iniistius
- Labrichthys
- Labroides
- Labropsis
- Labrus
- Lachnolaimus
- Lappanella
- Larabicus
- Leptojulis
- Macropharyngodon
- Malapterus
- Minilabrus
- Notolabrus
- Novaculichthys
- Novaculoides
- Novaculops
- Ophthalmolepis
- Oxycheilinus
- Oxyjulis
- Paracheilinus
- Parajulis
- Pictilabrus
- Polylepion
- Pseudocheilinops
- Pseudocheilinus
- Pseudocoris
- Pseudodax
- Pseudojuloides
- Pseudolabrus
- Pteragogus
- Sagittalarva
- Semicossyphus
- Stethojulis
- Suezichthys
- Symphodus
- Tautoga
- Tautogolabrus
- Terelabrus
- Thalassoma
- Wetmorella
- Xenojulis
- Xiphocheilus
- Xyrichtys